# Apteroperla
Apteroperla is een geslacht van steenvliegen uit de familie Capniidae. De wetenschappelijke naam van het geslacht is voor het eerst geldig gepubliceerd in 1931 door Matsumura.

## Soorten
Apteroperla omvat de volgende soorten:
- Apteroperla babaensis (Kawai, 1967)
- Apteroperla elongata (Kawai, 1967)
- Apteroperla monticola (Kawai, 1955)
- Apteroperla tikumana (Uéno, 1938)
- Apteroperla verdea (Kawai, 1967)
- Apteroperla yazawai Matsumura, 1931